# Dinámica fotónica en el experimento de doble rendija
La dinámica fotónica en el experimento de doble rendija describe la relación entre la onda electromagnética clásica y el fotón, la contraparte cuántica de la onda electromagnética clásica, en el contexto del experimento de Young .

## Descripción clásica del experimento de doble rendija

### Ecuación de onda electromagnética
La  ecuación de onda electromagnética es una versión simplificada de las  ecuaciones de Maxwell  que describen la propagación de ondas electromagnéticas a través de un medio o del  vacío. La forma homogénea de la ecuación, escrita en términos del  campo eléctrico E o el  campo magnético B, toma la forma:
{\displaystyle \nabla ^{2}\mathbf {E} \ -\ {1 \over c^{2}}{\partial ^{2}\mathbf {E}  \over \partial t^{2}}\ \ =\ \ 0}
{\displaystyle \nabla ^{2}\mathbf {B} \ -\ {1 \over c^{2}}{\partial ^{2}\mathbf {B}  \over \partial t^{2}}\ \ =\ \ 0}
donde c es la  velocidad de la luz  en el medio. En el vacío, c = 2.998 x 108 metros por segundo, que es la velocidad de la luz en el espacio libre.
El campo magnético está relacionado con el campo eléctrico a través de la  corrección de Maxwell a ley de Ampere
{\displaystyle \nabla \times \mathbf {B} ={1 \over c}{\frac {\partial \mathbf {E} }{\partial t}}}.

### Solución de onda plana de la ecuación de onda electromagnética
La solución  sinusoidal  plana para una  onda electromagnética  que viaja en la dirección z es (unidades cgs y unidades SI)
{\displaystyle \mathbf {E} (\mathbf {z} ,t)={\begin{pmatrix}E_{x}^{0}\cos \left(kz-\omega t+\alpha _{x}\right)\\E_{y}^{0}\cos \left(kz-\omega t+\alpha _{y}\right)\\0\end{pmatrix}}=E_{x}^{0}\cos \left(kz-\omega t+\alpha _{x}\right){\hat {\mathbf {x} }}\;+\;E_{y}^{0}\cos \left(kz-\omega t+\alpha _{y}\right){\hat {\mathbf {y} }}}
para el campo eléctrico, y
{\displaystyle \mathbf {B} (\mathbf {z} ,t)={\hat {\mathbf {z} }}\times \mathbf {E} (\mathbf {z} ,t)={\begin{pmatrix}-E_{y}^{0}\cos \left(kz-\omega t+\alpha _{x}\right)\\E_{x}^{0}\cos \left(kz-\omega t+\alpha _{y}\right)\\0\end{pmatrix}}=-E_{y}^{0}\cos \left(kz-\omega t+\alpha _{y}\right){\hat {\mathbf {x} }}\;+\;E_{x}^{0}\cos \left(kz-\omega t+\alpha _{x}\right){\hat {\mathbf {y} }}}
para el campo magnético, donde k es el  número de onda ,
{\displaystyle \omega _{}^{}=ck}
es la frecuencia angular de la onda, y {\displaystyle c} es la  velocidad de la luz. Los sombreros en los vectores indican vectores unitarios en la x, y direcciones z.

La radiación electromagnética puede imaginarse como una onda oscilante transversal, auto-propagada, de los campos eléctrico y magnético. Este diagrama, muestra una onda plana polarizada linealmente, propagándose de izquierda a derecha.

La onda plana es parametrizada por el s de  amplitud
{\displaystyle E_{x}^{0}=\mid \mathbf {E} \mid \cos \theta }
{\displaystyle E_{y}^{0}=\mid \mathbf {E} \mid \sin \theta }
y  fases
{\displaystyle \alpha _{x}^{},\alpha _{y}}
donde
{\displaystyle \theta \ {\stackrel {\mathrm {def} }{=}}\ \tan ^{-1}\left({E_{y}^{0} \over E_{x}^{0}}\right)}.
y
{\displaystyle \mid \mathbf {E} \mid ^{2}\ {\stackrel {\mathrm {def} }{=}}\ \left(E_{x}^{0}\right)^{2}+\left(E_{y}^{0}\right)^{2}}.
La solución puede escribirse de forma concisa como
{\displaystyle \mathbf {E} (\mathbf {z} ,t)=\mid \mathbf {E} \mid \mathrm {Re} \left\{|\psi \rangle \exp \left[i\left(kz-\omega t\right)\right]\right\}}
donde
{\displaystyle |\psi \rangle \ {\stackrel {\mathrm {def} }{=}}\ {\begin{pmatrix}\psi _{x}\\\psi _{y}\end{pmatrix}}={\begin{pmatrix}\cos \theta \exp \left(i\alpha _{x}\right)\\\sin \theta \exp \left(i\alpha _{y}\right)\end{pmatrix}}}
es el vector de Jones en el plano x-y. La notación de este vector es la  notación Bra-Ket de Dirac, que normalmente se utiliza en un contexto cuántico. La notación cuántica se utiliza aquí en previsión de la interpretación del vector de Jones como un vector de estado cuántico.

### Soluciones de onda esférica y cilíndrica de la ecuación de onda electromagnética

#### Ondas esféricas
Es la solución para ondas esféricas que emanan desde el origen
{\displaystyle \mathbf {E} (\mathbf {r} ,t)=\mid \mathbf {E} (\mathbf {r_{0}} ,t)\mid \left({r_{0} \over r}\right)\mathrm {Re} \left\{|\psi \rangle \exp \left[i\left(kr-\omega t\right)\right]\right\}}
donde {\displaystyle r} es la distancia desde el origen y {\displaystyle r_{0}} es cierta distancia desde el origen en el que el campo eléctrico {\displaystyle \mathbf {E} (\mathbf {r_{0}} ,t)} se mide.
Una vez más, el campo magnético está relacionado con el campo eléctrico por
{\displaystyle \mathbf {B} (\mathbf {r} ,t)={\hat {\mathbf {r} }}\times \mathbf {E} (\mathbf {r} ,t)}
donde el vector unitario está en la dirección radial.

#### Ondas cilíndricas
Las soluciones cilíndricas de la ecuación de onda por las que emanan de una línea infinitamente larga son las funciones de Bessel. Para grandes distancias de la línea, la solución se reduce a
{\displaystyle \mathbf {E} (\mathbf {r} ,t)=\mid \mathbf {E} (\mathbf {r_{0}} ,t)\mid \left({r_{0} \over r}\right)^{1/2}\mathrm {Re} \left\{|\psi \rangle \exp \left[i\left(kr-\omega t\right)\right]\right\}}
{\displaystyle \mathbf {B} (\mathbf {r} ,t)={\hat {\mathbf {r} }}\times \mathbf {E} (\mathbf {r} ,t)}
donde {\displaystyle r} ahora es la distancia desde la línea. Esta solución cae como la raíz cuadrada de la distancia, mientras cae la solución esférica como la distancia.

### Principio de Huygens

Difracción de onda a la manera de Huygens.

El principio de Huygens establece que cada punto de un frente de onda de avance es, en realidad, el centro de una nueva perturbación y la fuente de un nuevo tren de ondas; y que la onda de avance, en su conjunto, puede considerarse como la suma de todas las ondas secundarias derivadas de puntos en el medio ya atravesado.
Esto significa que una onda plana que menoscaba de dos aberturas cercanas en una barrera, puede considerarse como dos fuentes coherentes de la luz que emanan de cada una de las rendijas. Si las aberturas se comparan mucho con la distancia a la que se observan las ondas, las ondas son cilíndricas. Si las aberturas son muy cortas en comparación con la distancia que son observadas, las ondas son esféricas. En cualquier caso, el campo eléctrico por la onda que emana de cada rendija es proporcional a
{\displaystyle \mathrm {Re} \left\{|\psi \rangle \exp \left[i\left(kr-\omega t\right)\right]\right\}\ {\stackrel {\mathrm {def} }{=}}\ \mathrm {Re} \left\{|\phi \rangle \right\}}.

### Interferencia

Considere dos rendijas separadas por una distancia d. Coloque una pantalla a distancia l de las rendijas. La distancia desde la ranura 1 a un punto x en la pantalla es
{\displaystyle r_{1}={\sqrt {L^{2}+x^{2}}}}
y la distancia desde la ranura 2, hasta el punto x en la pantalla es
{\displaystyle r_{2}={\sqrt {L^{2}+(x-d)^{2}}}}.
La gran L y la pequeña x en comparación con L, la diferencia entre las dos distancias es aproximadamente
{\displaystyle \Delta r\approx {xd \over r_{1}}\approx {xd \over L}}.
El campo eléctrico en el punto x está dada por la superposición de los Estados de las ondas de cada una de las rendijas y es proporcional a la parte real de
{\displaystyle |\phi _{1}\rangle +|\phi _{2}\rangle =|\psi \rangle \left\{\exp \left[i\left(kr_{1}-\omega t\right)\right]+\exp \left[i\left(kr_{2}-\omega t\right)\right]\right\}=2|\phi _{1}\rangle \exp \left[ik{\Delta r \over 2}\right].}

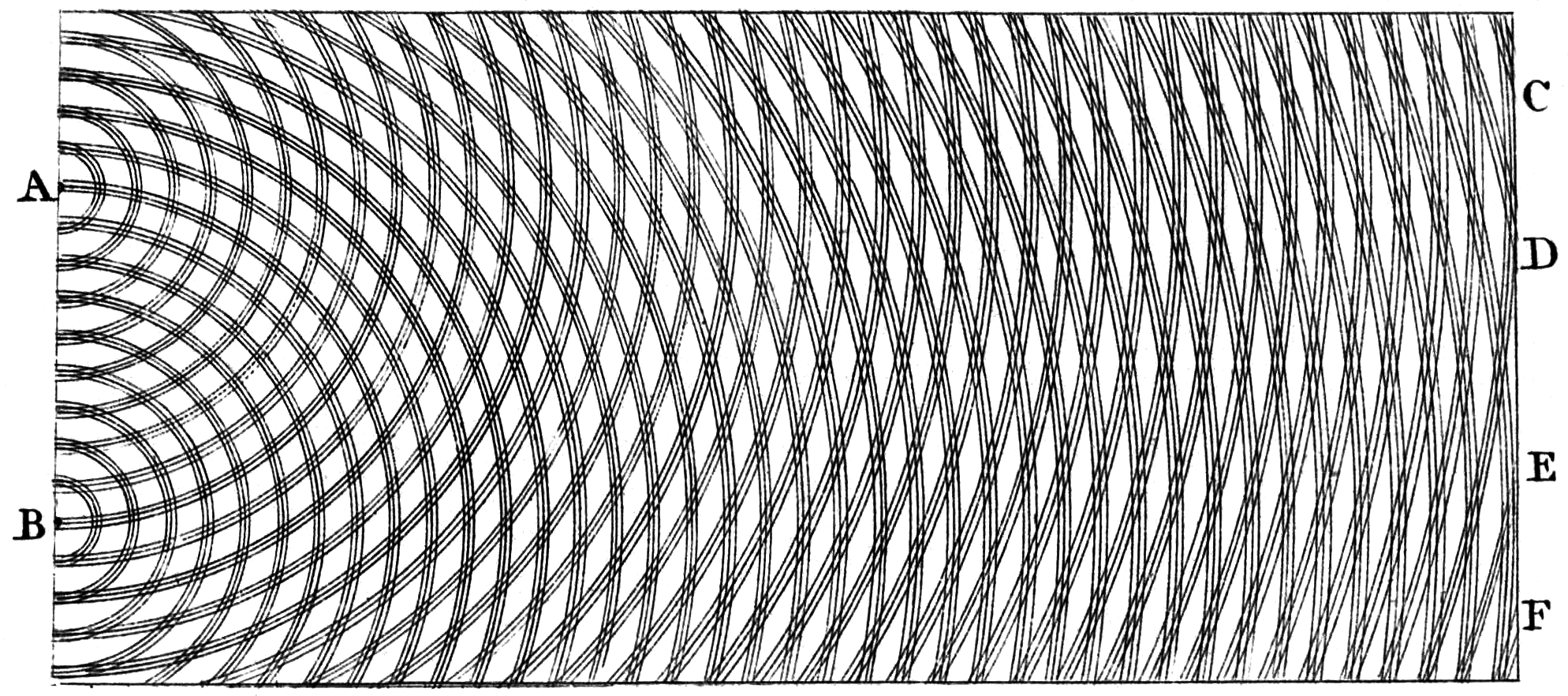
Esquema de Thomas Young de la difracción de la luz por la doble rendija.

La energía electromagnética total que golpea la pantalla en el punto x es proporcional al cuadrado del campo eléctrico y por lo tanto, es proporcional a
{\displaystyle \cos ^{2}\left(k\Delta r\right)\approx \cos ^{2}\left(\pi {xd \over L\lambda }\right)}
donde {\displaystyle \lambda } es la  longitud de onda  de la luz. Los campos de las dos rendijas interfieren constructivamente y forman antinodos cuando la fase es igual a múltiplos de {\displaystyle \pi }
{\displaystyle \pi {xd \over L\lambda }=n\pi \quad n=0,1,2,\cdots }
o
{\displaystyle x_{n}={n\lambda  \over d}L\quad n=0,1,2,\cdots }.
Las ondas destructivas interfieren y forman nodos a mitad de camino entre los antinodos.

## Descripción semiclásica del experimento de doble rendija
Es posible explicar por qué una película fotográfica oscurece en "spots" a muy baja intensidad de luz mientras se mantiene el campo electromagnético clásico (descrito por las ecuaciones de Maxwell). A fin de obtener resultados correctos cuantitativamente, los electrones en la placa fotográfica o pantalla deben ser tratados de acuerdo a la ecuación de Schrödinger de la Mecánica Cuántica. Debido a que los átomos en la pantalla o placa fotográfica se tratan con Mecánica Cuántica, pero la luz clásicamente, ese análisis se dice que es semiclásico. Este tipo de razonamiento, predice los resultados correctos cuando se utilizan fuentes de luz térmicas, y sigue las mismas líneas como el efecto fotoeléctrico semiclásico.

## Descripción cuántica del experimento de doble rendija
Hasta este punto, el tratamiento ha sido  clásico. Sin embargo, es un pacto a la generalidad de  las ecuaciones de Maxwell  que el tratamiento pueda hacerse con  Mecánica Cuántica , con solo la reinterpretación de las cantidades clásicas por la electrodinámica. La reinterpretación es que los vectores de Estado
{\displaystyle \mid \phi \rangle }
en la descripción clásica del experimento de doble rendija, convertido en vectores de estado cuánticos en la descripción de fotones.

### Energía e impulso de fotones
La reinterpretación se basa en los experimentos de Max Planck y la interpretación de los experimentos de Albert Einstein.
La conclusión importante de estos primeros experimentos, es que la radiación electromagnética está compuesta de paquetes de energía irreductibles, conocidos como  fotones.

#### Energía
La energía {\displaystyle \epsilon } de cada paquete está relacionada con la frecuencia angular {\displaystyle \omega } de la onda, por la relación
{\displaystyle \epsilon =\hbar \omega }
donde {\displaystyle \hbar } es una cantidad determinada experimentalmente, conocida como la constante de Planck dividida por 2 pi.
Si hay {\displaystyle N} fotones en una caja de volumen {\displaystyle V}, la energía en el campo electromagnético es
{\displaystyle N\hbar \omega }
y la  densidad de energía  es
{\displaystyle {N\hbar \omega  \over V}}
La energía de un fotón puede estar relacionado con los campos clásicos, pasando por el  principio de correspondencia  que establece que para un gran número de fotones, los tratamientos cuánticos y clásicos deben estar de acuerdo. Así, para {\displaystyle N} muy grande, la densidad de energía cuántica debe ser la misma, que la densidad de energía clásica (notación compleja, unidades cgs)
{\displaystyle {N\hbar \omega  \over V}={\mathcal {E}}_{c}={\frac {\mid \mathbf {E} \mid ^{2}}{8\pi }}}.
El número de fotones en el cuadro es entonces
{\displaystyle N={\frac {V}{8\pi \hbar \omega }}\mid \mathbf {E} \mid ^{2}}.

#### Impulso

Experimento de doble rendija realizado con electrones. Los resultados son similares al caso con fotones. La figura muestra la acumulación de electrones en el tiempo, por las colisiones contra la pantalla.

El principio de correspondencia determina también el impulso de los fotones. Es la  densidad de impulso
{\displaystyle {\mathcal {P}}_{c}={N\hbar \omega  \over cV}={N\hbar k \over V}}
que implica que el impulso de un fotón (véase  Ondas de materia ) es
{\displaystyle \hbar k}.
(ya que {\displaystyle \hbar ={{h} \over {2\pi }}} y {\displaystyle k={{2\pi } \over {\lambda }}} esto se reduce a {\displaystyle {h} \over {\lambda }}

### La naturaleza probabilística de la Mecánica Cuántica

#### Probabilidad de un solo fotón
Hay dos maneras en que puede aplicarse probabilidad al comportamiento de los fotones; la Probabilidad puede utilizarse para calcular el número porcentual de fotones en un estado determinado, o puede utilizarse para calcular la posibilidad de un único fotón en un estado determinado. La interpretación anterior es aplicable para los estados coherentes y mezclas estadísticas de los mismos, como la luz térmica, mientras que el segundo es para usarse con un solo fotón en el  estado de Fock  tal como se define en la Óptica Cuántica.
Dirac explica la situación en términos de un fotón, aunque esto fue mucho antes de nuestra comprensión moderna de  la óptica cuántica. Para el  experimento de Young :

Algo antes del descubrimiento de la Mecánica Cuántica, la gente se dio cuenta de que la conexión entre las ondas de luz y los fotones debe ser de carácter estadístico. Sin embargo, lo que no se dio cuenta claramente, es que la función de onda proporciona información sobre la probabilidad de un fotón de estar en un lugar particular y no el número probable de los fotones en ese lugar. La importancia de la distinción se puede aclarar de la siguiente manera. Supongamos que tenemos un haz de luz que consiste en un gran número de fotones que se divida en dos componentes de igual intensidad. En el supuesto de que el rayo esté conectado con el número probable de los fotones en el mismo, debemos tener la mitad del número total que en cada componente. Si las dos componentes se hacen interferir ahora, se debe exigir al fotón en una componente, ser capaz de interferir con el de la otra. Estos dos fotones tendrían que aniquilar a veces uno al otro, y otras veces se tendría que producir cuatro fotones. Esto contradiría la conservación de la energía. La nueva teoría, que conecta la función de onda con las probabilidades de un fotón, sobrepone la dificultad de que cada fotón se separe parcialmente en cada uno de los dos componentes. Cada fotón interfiere solo consigo mismo. La interferencia entre dos fotones diferentes nunca sucede .
20px20px

#### Amplitudes de probabilidad
La probabilidad de que un fotón en un estado de polarización particular depende de los campos calculados por las ecuaciones clásicas de Maxwell. La densidad de probabilidad de fotones por un solo fotón en el  Estado de Fock  está relacionada con el valor esperado de la densidad de energía de los campos E y B equivalentes.
En general, la regla para la combinación de amplitudes de probabilidad se parece mucho a las reglas clásicas de composición de probabilidades: [la cita siguiente es de Baym, capítulo 1]
1. La amplitud de probabilidad para dos probabilidades sucesivas es el producto de las amplitudes de las posibilidades individuales.
2. La amplitud de un proceso que puede tener lugar en una de varias maneras indistinguibles es la suma de amplitudes de cada una de las formas individuales.
3. La probabilidad total para que se produzca el suceso es el valor absoluto al cuadrado de la amplitud total calculada por 1 y 2.

## Función de onda del fotón
Superficialmente, cómo la dinámica de un fotón puede ser completamente descrita por las  ecuaciones de Maxwell  clásicas, con solo una reinterpretación del campo clásico como una amplitud de probabilidad para los fotones; sin embargo, esta noción está plagada de peligro y en última instancia conduce a contradicciones. Uno debería no asumir simplemente que los campos electromagnéticos son una función de onda de los fotones. Por un lado son reales y así deben contener ambas componentes de frecuencia positiva y negativa, que no pueden conciliarse con la exigencia de funciones de onda de Schrödinger que son solo frecuencia compleja, positiva. Además, los campos electromagnéticos son observables (por ejemplo, con un osciloscopio) mientras que las funciones de onda de Schrödinger no los son, incluso en principio. Claramente, entonces, los campos no son funciones de onda, son campos físicos, observables, lo que lleva a obtener la probabilidad de encontrar un fotón en algún lugar con su módulo "cuadratizado". La existencia de alguna "función de onda de los fotones" no es una cuestión completamente asentada. 